# Rebecca Lenkiewicz
Rebecca Lenkiewicz (née en 1968) est une scénariste anglaise de cinéma, de séries télévisées et de théâtre.

## Filmographie
| Année     | Titre                          | Actrice       | Scénariste | Réalisatrice | Notes           |
| --------- | ------------------------------ | ------------- | ---------- | ------------ | --------------- |
| 1999      | Wonderland                     | la policière  |            |              | Long métrage    |
| 2002      | The Inspector Lynley Mysteries | Elaine        |            |              | série télévisée |
| 2003      | State of Play                  | WPC           |            |              | mini-série      |
| 2003      | Casualty                       | Mrs. Johnston |            |              | série télévisée |
| 2003      | Doctors                        | Sarah Burrell |            |              | série télévisée |
| 2004      | Down to Earth (en)             | DS Draper     |            |              | série télévisée |
| 2008-2010 | Secret Diary of a Call Girl    |               | 3 épisodes |              | série télévisée |
| 2010      | Playhouse: Live                |               | 1 épisode  |              | série télévisée |
| 2013      | Ida                            |               | Oui        |              | long métrage    |
| 2017      | Disobedience                   |               | Oui        |              | long métrage    |
| 2022      | She Said                       |               | Oui        |              | long métrage    |
| 2024      | The Salt Path                  |               | Oui        |              | long métrage    |
| 2024      | Hot Milk                       |               | Oui        | Oui          | long métrage    |

## Théâtre
- 2008 Her Naked Skin[1]

## Récompenses et distinctions
- Festival international du film de Gijón en 2013: meilleur scénario pour Ida avec Paweł Pawlikowski
- Festival international du film RiverRun en 2014: meilleur scénario pour Ida avec Pawel Pawlikowski
- Prix du cinéma européen 2014 : Meilleur scénariste pour Ida avec Pawel Pawlikowski
- Women Film Critics Circle Awards 2014 : Meilleure scénariste pour Ida